# Anthaxia baiocchii
Anthaxia baiocchii es una especie de escarabajo del género Anthaxia, familia Buprestidae. Fue descrita científicamente por Magnani & Izzillo en 1998.